# Corazón de dragón
Corazón de dragón es una película de acción de Hong Kong de 1985 dirigida por Sammo Hung y protagonizada por Jackie Chan. La película es inusual, ya que presenta a Sammo Hung y a Lam Ching-ying, dos actores famosos por sus habilidades en el Kung Fu, pero ninguno de los dos ejecuta artes marciales en la misma.

## Sinopsis
Un policía debe cuidar a su hermano, que sufre de una discapacidad mental. Tras verse envuelto en una batalla de pandillas, el policía ahora debe tratar de rescatar a su hermano, secuestrado por los bandidos. El precio por la vida de su hermano es que el policía entregue a la pandilla a un informante.

## Reparto
- Jackie Chan como Ted
- Sammo Hung como Danny
- Emily Chu como Jenny
- Mang Hoi como Yan
- Chin Kar-lok como Lok
- Yuen Wah como SWAT
- Yuen Kwai como SWAT
- James Tien como Kim Tien Chun
- Dick Wei como Chun's Henchman
- Lau Kar-wing como Chun's Henchman
- Phillip Ko como Chun's Henchman